# Turszunbek Csingisev
Turszunbek Csingisev (1942. október 17. –) kirgiz politikus, 1992. február 10. és 1993. december 13. között Kirgizisztán harmadik miniszterelnöke volt. 1992-ben választották meg Kirgizisztán kormányfőjének az ideiglenes Andrej Iordan utódjaként. Alig másfél év után bejelentette lemondását, mivel a Seabeco aranybotrány miatt bizalmatlansági indítványt nyújtottak be ellene.

## Kirgizisztán miniszterelnöke
A kilencvenes évek óta foglalkozott politikával. 1992-ben Andrej Iordan utódjaként a Kirgiz Köztársaság harmadik kormányfőjének nevezték ki. 1993 decemberében bizalmatlansági indítványt nyújtottak be ellene a Seabeco nevű céghez kapcsolódó aranybotrány miatt, ekkor lemondott. Időközben a politika teljes színpadáról eltűnt, jelenleg a kirgiz vidéken él egyedül.

## Díjak, elismerések
- Munka Vörös Zászló érdemrendje (1989)

## Fordítás
- Ez a szócikk részben vagy egészben  a   Tursunbek Chyngyshev című angol Wikipédia-szócikk ezen változatának fordításán alapul.  Az eredeti cikk szerkesztőit annak laptörténete sorolja fel. Ez a jelzés csupán a megfogalmazás eredetét és a szerzői jogokat jelzi, nem szolgál a cikkben szereplő információk forrásmegjelöléseként.